# Frederik David Kan Bosch
Frederik David Kan Bosch (Potchefstroom, Transvaal, 17 juni 1887 – Leiden, 20 juli 1967) was van 1915 tot 1936 als oudheidkundig wetenschapper en restaurator van de Borobudur en Prambanan werkzaam op Java. Hij was hoogleraar aan de Universiteit Utrecht en de Universiteit Leiden.

## Jeugd
Frederik David Kan Bosch werd 17 juni 1887 te Potchefstroom in Transvaal geboren als tweede zoon van een Transvaalse boer. Reeds jong verloor hij zijn moeder en als tweejarig kind bracht zijn vader hem naar Nederland, waar twee tantes van vaderszijde in Amsterdam de zorg voor zijn verdere opvoeding op zich namen. Het bleef niet bij één noodlotsslag in dit jonge leven. Tweede Boerenoorlog brak uit en zijn vader en drie jaar oudere broer lieten onder tragische omstandigheden hun leven in Engelse concentratiekampen. Hoe zwaar deze slag de toen 15-jarige ook moet getroffen hebben, hoe fel zijn verontwaardiging geweest moet zijn, toch liet hij zich later slechts uiterst zelden over deze periode van zijn leven uit. Zijn geestelijke veerkracht bleek er niet door verlamd te zijn.

## Studie
Na de HBS te hebben afgelopen en voor het Staatsexamen te zijn geslaagd, begon hij in 1906 te Leiden de studie in de Nederlandse Letteren. Zijn rol in het studentenleven wordt naar buiten het meest getekend door het feit, dat hij reeds weinige jaren later, tijdens de lustrumviering van 1910, niet alleen de eerste opzet maakte van het openluchtspel Alianora, waaraan Boutens de literaire vorm zou geven, maar ook de historische voorstudies voor de Maskerade, die tot zijn eerste publicatie leidden: een studie over het 17de-eeuwse kostuum, die het volgende jaar in het Gedenkboek verscheen. Omstreeks de tijd, dat hij zijn kandidaatsexamen deed, had zich voor hem blijkbaar al een uitzicht op een toekomstige werkkring als archeoloog in Indonesië geopend. Het is anders immers moeilijk te verklaren, dat hij voor zijn doctoraalstudie het Nederlands resoluut laat varen en als hoofdvak het Sanskriet bij Speyer kiest. Nog duidelijker blijkt dit uit het onderwerp van zijn filologische dissertatie dat Speyer hem had voorgesteld in de hoop, dat Bosch hiervoor in de Indische kunst archeologische aanknopingspunten zou kunnen vinden. 
Toen deze hoop van de promotor niet in vervulling ging, moest "De legende van Jimiitavähana in de Sanskrit-litteratuur", waarop hij in 1914 bij Speyer’s opvolger J. Ph. Vogel promoveerde, wel geheel een filologisch proefschrift worden. De genoemde legende scheen deel uitgemaakt te hebben van een verloren gegane verhalencyclus, die in talrijke jongere bewerkingen overgeleverd is. Het vaststellen van de onderlinge verhouding der redacties werd nu zijn voornaamste taak. Met voortvarendheid werkte hij recent bekend geworden teksten als de Brhatkathämaiijarï door en vergeleek deze met de paralleltext van de Kathäsaritsägara. Al zal hierbij Speyer's grote kennis en ervaring, juist op dit gebied, hem ongetwijfeld meer dan eens de juiste weg gewezen hebben, de scherpzinnige wijze waarop Bosch hier de filologische problemen behandelt, om dan tot slot een poging te doen de mythologische kern van het verhaal te ontraadselen, doet ook meer dan een halve eeuw later het cum laude waarmee hij de doctorsgraad ontving ten volle gerechtvaardigd schijnen. Had het werk hem ogenschijnlijk van zijn naaste doel afgeleid, zowel het stuk filologische scholing die deze arbeid hem geschonken heeft als de grote vertrouwdheid met juist deze verhalencyclus zijn voor zijn bredere archeologische werk van latere jaren uiterst vruchtbaar gebleken. In het slothoofdstuk, dat de mythische achtergrond poogt te interpreteren, zien wij hem voor het eerst het gebied van de mythologie betreden, dat hem later tot het einde van zijn leven zou blijven fascineren. Zijn gehele ontwikkeling blijkt inderdaad bij terugblik langs merkwaardig vaste lijnen verlopen te zijn. Kort na de promotie trad hij in het huwelijk met de jonge portrettiste Ans H. Gregoor.

## Oudheidkundige Dienst Java
Bosch vertrok, terwijl de Eerste Wereldoorlog al uitgebroken was, naar Java, waar Krom als hoofd van de een jaar tevoren opgerichte Oudheidkundige Dienst reeds lang naar een plaatsvervanger uitzag. Met ingang van 1 januari 1915 kreeg Bosch een aanstelling als adjunctoudheidkundige, om nauwelijks acht maanden later, wanneer Krom met kort verlof naar Nederland vertrekt, waarnemend chef van de dienst te worden. De tijd, dat hij onder Krom aan de inventarisatie van Hindoe Javaanse monumenten uit de Midden- en Oost Javaanse perioden kon werken was kort maar bracht hem terstond met enige monumenten en inscripties in contact die hem later tot belangrijke publicaties zouden inspireren. Veel tijd om zich in te werken werd hem niet gegund. Toen bleek, dat Krom van zijn verlof niet zou terugkeren werd hij in 1915, als 28-jarige, tot chef van de dienst benoemd en aanstonds geconfronteerd met de moeilijkheid althans iets van de vele taken die de nog jonge dienst waren opgelegd, ondanks een uiterst bescheiden personeelsbezetting en te krappe geldmiddelen, te verwezenlijken. Hierbij werd hij aanstonds met een beleidsvraag van de eerste orde geconfronteerd. De taakomschrijving van de Oudheidkundige Dienst, die in 1913 op initiatief van Krom was ingesteld, omvatte niet alleen de inventarisatie van, en het toezicht op de oudheden, maar o.a. ook "de beraming en uitvoering van maatregelen om die oudheden voor verder verval te behoeden".

## Restauratie Borobudur en Prambanan
Bosch meende, in scherpe tegenstelling tot zijn voorganger Krom, dat het voor de uitvoering van deze laatste taak gewenst was tot reconstructie van de monumenten over te gaan indien dit op een wetenschappelijk verantwoorde wijze kon gebeuren. Dit standpunt heeft een jarenlange polemiek op velerlei niveaus ontketend, die nog versterkt werd doordat bij de eerste stappen op dit nog onbekende terrein onvermijdelijk fouten gemaakt zijn. Bosch is echter, ondanks de vele kritiek in Indonesië en het moederland, voortgegaan met de restauratie en het vervolg heeft hem in het gelijk gesteld. Ten slotte kreeg zijn zienswijze ook de officiële sanctie van hogerhand. 'Deze was namelijk nodig voor de restauratie van het ruïneveld van Prambanan, waar de resten verspreid lagen van een tempelcomplex met een Sivatempel die, mèt de boeddhistische Borobudur, de meest imposante representant is van wat het oude Java aan religieuze bouwkunst heeft voortgebracht. Tegen de overtuiging van Bosch, dat het mogelijk was de tempel geheel in zijn oude luister te herstellen, was een zo felle oppositie gerezen, dat de instelling van een speciale restauratie-commissie nodig was, voordat de autoriteiten in 1927 Bosch machtigden zijn plannen ten uitvoer te brengen. De begaafde bouwkundige B. de Haan, de technische raadsman en medewerker van Bosch, wist nog voor zijn vroegtijdige dood in 1930, op grond van de met eindeloos geduld bijeengezochte fragmenten een reconstructie-tekening van het complex te voltooien, maar pas in 1953, lang nadat Bosch de Indische Dienst verlaten had, kon na veel stagnatie door malaise en oorlog de wederopbouw van de hoofdtempel worden afgesloten. Door vakgenoten elders was inmiddels al het grote belang onderkend van wat Bosch trachtte te verwezenlijken en nog onder zijn directoraat zond de Franse oudheidkundige dienst van het toenmalige Indochina een medewerker naar Java om, met het oog op het voorgenomen herstel van het monument van Banteay Srei, de onder Bosch ontwikkelde restauratie-techniek te leren kennen. De contacten met de Franse collega's leidden ook tot een uitnodiging voor een bezoek aan Angkor Vat, waarover hij een studie schreef die een nieuw licht wierp op onderdelen van dit monument.

## Erelid de École Française d'Extrême-Orient
Later is Bosch tot erelid van de École Française d'Extrême-Orient benoemd. Te midden van de polemiek waarin Bosch, bij uitstek irenische figuur, gewikkeld werd en ondanks de moeilijkheden verbonden aan de uitvoering van een veelomvattende taak met een onderbezette en telkens wisselende staf en opgelegde bezuinigingen, wist hij toch het elan te vinden voor een baanbrekend wetenschappelijk werk. Het was werk dat tot stand kwam tussen de vele dienstreizen, besprekingen met bestuursambtenaren en het schrijven van de jaarlijkse Oudheidkundige Verslagen en Rapporten. Wanneer hiervan met voorbijgaan van publicaties over meer specialistische onderwerpen zijn in 1919 gehouden voordracht over de oorsprong der Hindoe-Javaanse kunst genoemd wordt, dan is dat om twee redenen. In de eerste plaats toont deze, hoe Bosch, nauwelijks vier jaren na zijn komst op Java, reeds in staat was ten aanzien van een zo veelbesproken en fundamenteel vraagstuk als dat van de wijze waarop de Voor-Indische cultuurelementen in Indonesië zijn binnengedrongen een originele bijdrage te leveren. In de tweede plaats illustreert het, in samenhang met latere publicaties over dit onderwerp, de hardnekkigheid waarmee bepaalde thema's hem gedurende zijn leven bleven bezighouden. De kwintessens van zijn betoog heeft hij echter, bij alle nuancering en uitwerking, ook later gehandhaafd, namelijk dat de Voor-Indische cultuurexpansie in de Archipel noch aan militaire veroveringen, noch aan kooplieden te danken is maar aan "clercken", geleerden, die technische Sanskriet teksten over de vervaardiging van kunstwerken uit India naar Java brachten, welke teksten door de Javaanse kunstenaars op eigen wijze in hun kunst toegepast zijn. 
Een dergelijke theorie echter, die een eerherstel van de Oudjavaanse creativiteit inhield, had in een koloniale maatschappij ongedachte implicaties, zoals bleek uit de felle discussie die zijn studie opriep. Het was niet de laatste keer, dat hij onbekommerd een heilig huisje omverstootte. Overigens is Bosch, bij alle erkenning van de Oudjavaanse originaliteit in de uitvoering van kunstwerken, nooit zover gegaan, dat hij daarin ook directe reflexen van een autochtone cultuur aannam. Zijn bezwaren tegen de theorie van een zogenaamde "local genius" heeft hij veel later in deze Afdeling uiteengezet. Het feit, dat veel dat als specifiek Indonesisch cultuurgoed beschouwd werd, ook in India aangetoond kon worden, gold voor hem als voldoende tegenbewijs. Eenzelfde problematiek als op Java doet zich in Achter-Indië voor, waar men ook een kunst uit Indiase wortels maar van een geheel eigen karakter aantreft. Het is geen wonder, dat vaak de gedachten van Bosch parallel bleken te lopen met die van zijn Franse collega in Hanoi, George Coedès. Decennialang hebben zij, op verwante gebieden aan gelijke problemen werkend, elkaar gestimuleerd en beïnvloed. Een vraagstuk als dat van de verhouding tussen Java en het Sumatraanse. Een karakteristieke staal van grote eruditie en sprankelende geest is zijn studie "Buddhistische gegevens uit Balische handschriften" die in de Mededelingen van onze Afdeling van 1929 verscheen. Op grond van twee boeddhistische handschriften uit Bali en van daarmee parallel lopende gegevens van een Japanse sekte verklaart hij het tempelcomplex Tjandi Sewoe op Java als een in steen omgezette religieuze maI)dala, waarbij hij zelfs poogt aan te geven, welke godheden in elk van de nu lege nissen van de hoofdtempel moeten voorgesteld zijn geweest.

## Barabudur-problemen
Het meeste opzien baarde evenwel zijn in 1921 als "Boekbespreking" verschenen studie over de Barabudur-problemen. Kort tevoren was het eerste deel verschenen van de monumentale Barabudur-monografie door Krom en Van Erp, waarin Krom op grond van gebrekkige moderne excerpten en geslaagd was vast te stellen, welke Sanskriet tekst de Javaanse beeldhouwers in de 128 reliëfs van de tweede gaanderij uitgebeeld hebben. Wat de 332 reliëfs van de derde en vierde gaanderij weergaven, had hij gedeeltelijk kunnen vaststellen, zonder echter de literaire bron te kunnen vinden die daarbij als leidraad gebruikt was. De moeilijkheid was, dat de Sanskriet handschriften uit de bibliotheken van Londen, Parijs en India in deze tijd noch voor Krom, noch voor zijn recensent toegankelijk waren. Bosch wist echter door een scherpzinnige analyse van de beschikbare secundaire bronnen aan te tonen, dat de door Krom als literaire bron aangewezen Gandavyüha in werkelijkheid het laatste hoofdstuk was van een veel uitgebreider werk, waarvan drie Chinese vertalingen van verschillende omvang bekend waren. 
Hiermee was de richting gewezen waarin een verklaring voor de discrepantie tussen de text en de afbeeldingen van de derde en vierde gaanderij gevonden zou kunnen worden. Pas in 1929, tijdens zijn tweede Europees verlof, dat hem de mogelijkheid bood te Parijs de handschriften zelf te bestuderen, kon hij het probleem tot een oplossing brengen. Toen bleek hem dat achter de door Krom reeds geïdentificeerde tekst (de Gandavyüha) in het handschrift een gedicht van enkele pagina's volgde dat (afgezien van een later toegevoegd slot) de verklaring leverde voor de 332 reliëfs van de derde en vierde gaanderij. De vele artikelen die in de loop der jaren van zijn hand verschenen hadden betrekking op zo verschillende gebieden als de Indische archeologie, de geschiedenis van Java, de epigrafie en de iconografie. Vele geven blijk van een briljant combinatie vermogen en grote originaliteit. In een bundel opstellen hem bij zijn 50-jarig doctorsjubileum aangeboden hebben een aantal vakgenoten en leerling -en een kritische bespreking aan zijn activiteit op elk van deze gebieden gewijd.

## De Gouden Kiem
In 1936 liep zijn Indische diensttijd ten einde en verliet hij het land dat hem, en waaraan hij, zoveel geschonken had. Gedurende de laatste periode, na zijn tweede Europees verlof en in de zware economische crisis, was het bijzonder moeilijk geweest de Oudheidkundige Dienst ondanks ingrijpende besnoeiingen nog enigszins te laten functioneren. Nu kwam eindelijk de tijd weer vrij voor wetenschappelijk werk. Terug in het vaderland werd hij in Utrecht door het Fonds voor Indologische Studiën tot bijzonder hoogleraar in de oudheidkunde en de oude geschiedenis van Nederlands-Indië benoemd, hetgeen hij in 1946 voor de Leidse leerstoel wisselde. Het begin scheen veelbelovend: een niet-zware onderwijstaak en een kleine groep belangstellende studenten. Spoedig evenwel doorbraken mobilisatie en de oorlogsdagen de schijn van rust. Maar juist de onzekerheid van de volgende jaren, toen Bosch de hoop verloren had, dat hij het einde van de oorlog nog zou beleven, heeft hem de prikkel gegeven om het grote werk waaraan hij begonnen was en waarover hij in 1943 een privatissimum gegeven had, af te ronden, dat het hem als zijn geestelijk testament zou kunnen overleven. Het was de omvattende studie over de Indische symboliek - synthese van veel dat hem al vroeg op Java had beziggehouden -, die in 1948 als "De Gouden Kiem" het licht zag. 
Bosch betrad hier, meer nog door de methode dan door het onderwerp, vrijwel ongebaande paden. Zijn leerling Dr. P. H. Pott heeft veel later in een flashback laten zien hoe de fundamentele verandering van benaderingswijze die zich in Bosch voltrok, al zeer vroeg zich in zijn publicaties aankondigt. Hij verliet hiermee de veilige maar platgetreden paden van de gewone archeologische werkzaamheid om de vraagnaar de betekenis en religieuze achtergrond van bepaalde vormelementen centraal te stellen. Deze principiële wending vereiste, zoals Pott opmerkt, een elastische geest, daar visie meer dan systematisch onderzoek de weg moest wijzen die hier tot resultaten kon leiden. Deze visie, dit intuïtieve richtingsgevoel, bezat Bosch in hoge mate. In zijn "Gouden Kiem" heeft hij dat, wat hij al lang toegepast had programmatisch geformuleerd als de noodzaak om de nauwgezette registratie en beschrijving van de kunstwerken, die geen andere naam dan "archeografie" verdient, te verdiepen tot wat eerst werkelijk "archeologie" is, namelijk de wetenschap die aan de Indische kunst de zinrijkheid hergeeft die haar bestaansrecht uitmaakt. Duiding stelde hij dus primair. De kritiek heeft niet nagelaten tegenover dit programma op te merken, dat voor de archeologie-oude stijl ook nog wel andere dan de door Bosch genoemde taken waren weggelegd, zoals specifiek kunsthistorische, waaraan men nog nauwelijks was toegekomen.
Het was duidelijk, dat deze weg, die in nog onverkend gebied voerde, met gevaren omgeven was en slechts betreden kon worden door een, die naast de vereiste omvangrijke kennis en oorspronkelijkheid ook de moed tot dwalen bezat. Doordat Bosch dit risico van de pionier bewust aanvaardde heeft hij, gestadig voortbouwend, een belangrijk vernieuwer op zijn vakgebied kunnen worden. Reeds in 1924 had hij in zijn studie over "Het Lingga-Heiligdom van Dinaja" de gedachte geformuleerd, dat in de Voor-Indische religie de tegenstelling tussen, en de vereniging van, vuur en water als exponenten van hemel en aarde een fundamentele rol moet hebben gespeeld. In zijn latere boek brengt hij nu deze in verbinding met de plantenmotieven die hij in de Hindoe-Javaanse kunst vindt, in het bijzonder in het motief van de dubbele levensboom, waarin hij een verbinding van hemelboom en lotus, representanten van hemelvuur en water, ziet. Voor elk van deze beide symbolen kan een gelijkwaardig substituut optreden, en zo kon Bosch op een grote reeks van uiteenlopende cultuuruitingen, waaronder literaire, een onverwacht en verhelderend licht laten vallen. Een dergelijk werk kon slechts geschreven worden door een die, behalve Qver brede en diepe kennis, ook beschikte de scheppender verbeelding die grote samenhangen als het ware intuïtief grijpt, en daar, waar de gegevens ontbreken, de open detailplekken in de ontworpen schildering met enige geschetste lijnen weet op te vullen. Het is aan de andere kant niet verwonderlijk, dat datgene wat de grondvoorwaarde was voor het ontstaan van dit boek er tevens een kwetsbare kant van vormde. Het was onmiskenbaar het werk van een sterk visuele kunstbeschouwer, voor wie juist daardoor bepaalde conclusies soms een evidentie bezaten die zij voor anderen niet konden hebben. Voor hem was het, zoals hij aan het slot verklaarde, een volkomen natuurlijke gedachte, dat de diepe religieuze boomsymboliek die men bij tal van archaïsche volkeren aantreft, door de mens uit de natuurlijke boom is afgelezen. Was zijn uitgangspunt niet het plantenmotief in de Hindoe-Javaanse ornamentiek geweest maar de oud-Indische mythologie, dan zou hij, zo mag men veilig aannemen, van de aanvang af de boomsymboliek duidelijker in correlatie tot andere symbolen gezien hebben. 
Doordat hij echter het boom-lotus-motief tot uitgangspunt van het religieuze denken verklaarde, geraakte hij in conflict met wat de kunsthistorie als de historische ontwikkeling van bepaalde motieven had vastgesteld. Het is tekenend voor het werk, dat het, ondanks opmerkingen als de hier genoemde, toch een uitzonderlijke schepping blijft, zoals het slechts weinigen gegeven is tot stand te brengen. In 1960 verscheen een Engelse vertaling, in details aanzienlijk omgewerkt maar in hoofdlijnen ongewijzigd. Sommigen hadden de hoop uitgesproken, dat Bosch van deze gelegenheid gebruik zou maken om door correctie van een, naar het scheen, te eenzijdig uitgangspunt en door omwerking aan het boek de overtuigingskracht te geven, die het een bredere werking op internationaal niveau zou verzekeren. Dit zou echter een diepgaande wijziging in de structuur van het moeizaam gewrochte vereist hebben. Wellicht ontbrak daartoe ook de kracht, maar belangrijker was toch wel, dat het resultaat waartoe Bosch gekomen was, voor hem de evidentie van juistheid had en er voor hem geen reden was in dit geestelijk testament, dat zo zeer zijn denken weerspiegelde, nog ingrijpende veranderingen aan te brengen.

## Koninklijk Instituut voor Taal-, Land- en Volkenkunde
Nog tien jaar na zijn emeritaat in 1957 is het Bosch gegeven geweest werkzaam te blijven, zowel wetenschappelijk als in bestuursfuncties, waarvan die van het Koninklijk Instituut voor Taal-, Land- en Volkenkunde en het Instituut Kern in het bijzonder genoemd moeten worden. Zijn steeds zeer verzorgde publicaties, die regelmatig bleven verschijnen, verrieden in niets een verminderende frisheid van geest. Alleen legde het gevolg van een verkeersongeluk een ernstige schaduw over deze jaren, omdat het hem de mogelijkheid ontnam nog tochten te maken en de contacten met vrienden en collega's beperkte. Wie het voorrecht hadden hem persoonlijk te kennen bewaren de herinnering aan een fijnzinnige en irenische mens, die echter bij herhaling getoond heeft de strijd in het openbaar niet te schuwen wanneer voor hem belangrijke beginselen in het geding waren. Hij was een minnaar van kunst in velerlei vorm, maar ook een Grübler, die innerlijk zwaar aan de problematiek van bet leven tilde: niet voor niets was hij als kind reeds met de verbijsterende kant van het leven geconfronteerd geweest. Het is vanuit een innerlijke dialoog tussen de kunstgevoelige mens en de denker, dat men zijn beste werk met de visionaire trekken zou willen verklaren.